# Vanessa Gilles
Vanessa Brigitte Gilles (Châteauguay, 11 marzo 1996) è una calciatrice canadese, difensore dell'Olympique Lione, in prestito dall'Angel City, e della nazionale canadese.

## Statistiche

### Presenze e reti nei club
Statistiche aggiornate al 29 novembre 2024.
| Stagione               | Squadra                | Campionato             | Campionato | Campionato | Coppe nazionali | Coppe nazionali | Coppe nazionali | Coppe continentali | Coppe continentali | Coppe continentali | Altre coppe | Altre coppe | Altre coppe | Totale | Totale |
| Stagione               | Squadra                | Comp                   | Pres       | Reti       | Comp            | Pres            | Reti            | Comp               | Pres               | Reti               | Comp        | Pres        | Reti        | Pres   | Reti   |
| ---------------------- | ---------------------- | ---------------------- | ---------- | ---------- | --------------- | --------------- | --------------- | ------------------ | ------------------ | ------------------ | ----------- | ----------- | ----------- | ------ | ------ |
| gen.-giu. 2018         | Apollōn Lemesou        | CC                     | 11         | 10         | CF              | 3               | 0               | UWCL               | -                  | -                  |             | -           | -           | 14     | 10     |
| 2018-2019              | Bordeaux               | D1                     | 20         | 1          | CF              | 1               | 0               |                    | -                  | -                  |             | -           | -           | 21     | 1      |
| 2019-2020              | Bordeaux               | D1                     | 16         | 0          | CF              | 3               | 0               |                    | -                  | -                  |             | -           | -           | 19     | 0      |
| 2020-2021              | Bordeaux               | D1                     | 19         | 1          | CF              | 1               | 0               |                    | -                  | -                  |             | -           | -           | 20     | 1      |
| dic. 2021              | Bordeaux               | D1                     | 10         | 2          | CF              | -               | -               | UWCL               | 4                  | 2                  |             | -           | -           | 14     | 4      |
| Totale Bordeaux        | Totale Bordeaux        | Totale Bordeaux        | 65         | 4          |                 | 5               | 0               |                    | 4                  | 2                  |             | -           | -           | 74     | 6      |
| 2022                   | Angel City             | NWSL                   | 7          | 1          | CC              | 6               | 0               |                    | -                  | -                  |             | -           | -           | 13     | 1      |
| 2022-2023              | Olympique Lione        | D1                     | 13         | 3          | CF              | 5               | 0               | UWCL               | 6                  | 1                  | SF          | -           | -           | 24     | 4      |
| 2023-2024              | Olympique Lione        | D1                     | 18         | 3          | CF              | 2               | 1               | UWCL               | 11                 | 3                  | SF          | 1           | 0           | 32     | 7      |
| 2024-2025              | Olympique Lione        | PL                     | 8          | 2          | CF              | 0               | 0               | UWCL               | 4                  | 2                  | SF          | 0           | 0           | 12     | 4      |
| Totale Olympique Lione | Totale Olympique Lione | Totale Olympique Lione | 39         | 8          |                 | 7               | 1               |                    | 21                 | 6                  |             | 1           | 0           | 68     | 15     |
| Totale carriera        | Totale carriera        | Totale carriera        | 122        | 23         |                 | 21              | 1               |                    | 25                 | 8                  |             | 1           | 0           | 169    | 32     |

## Palmarès

### Club
- Campionato francese: 1

Olympique Lione: 2022-2023
- Coppa di Francia: 1

Olympique Lione: 2022-2023
- Coppa cipriota femminile: 1

Apollōn Lemesou: 2017-2018
- Supercoppa francese: 1

Olympique Lione: 2023

### Nazionale
- Oro olimpico: 1

Tokyo 2020